# لای گردولر
لای گردولر، روستایی از توابع بخش رستاق شهرستان داراب در استان فارس ایران است.

## جمعیت
این روستا در دهستان کوهستان قرار دارد و براساس سرشماری مرکز آمار ایران در سال ۱۳۸۵، جمعیت آن زیر سه خانوار بوده‌است.